# Blindenfußball

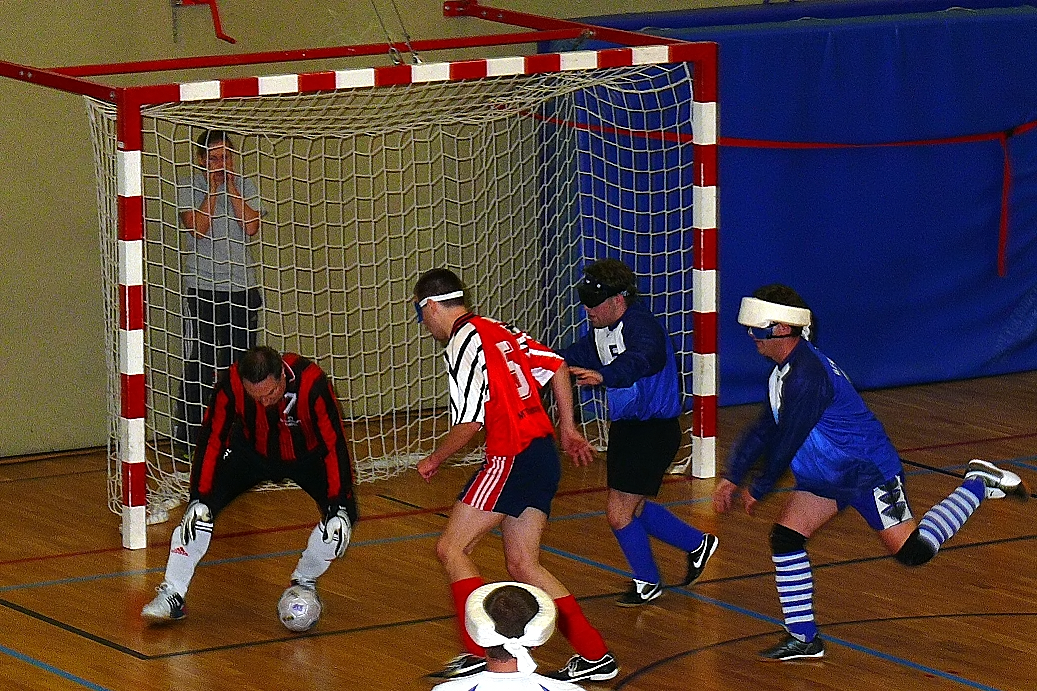
Spielszene des Spieles Stuttgart gegen Berlin am 15. Dezember 2007 in Marburg

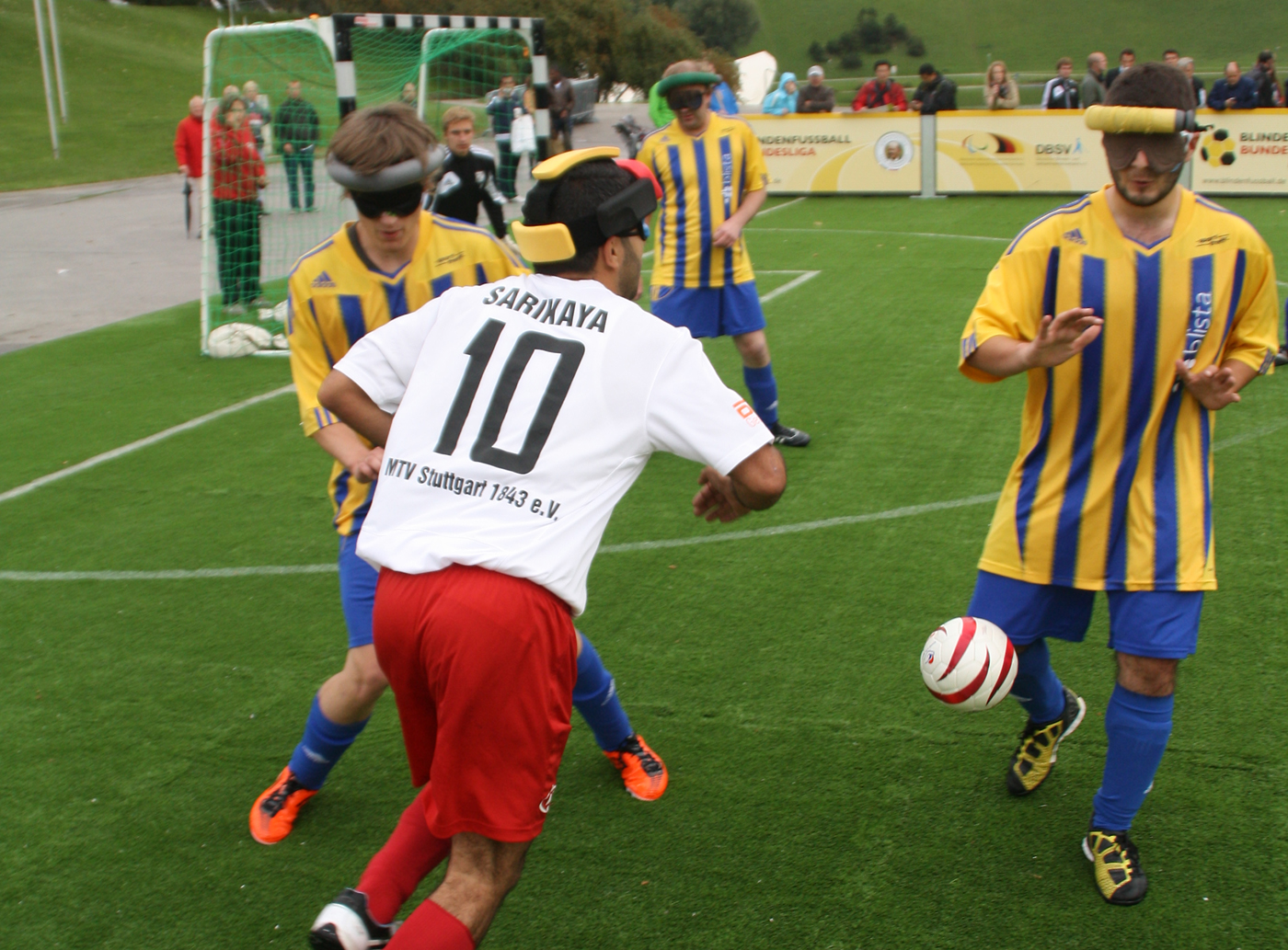
Vedat Sarikaya (MTV Stuttgart 1843 e. V.) gegen Alican Pektas (SF/BG Blista Marburg, rechts) – Endspiel der Blindenfußball-Bundesliga am 22. Sept. 2012 in München.

Blindenfußball ist eine Sportart aus dem Bereich des Blindensports.
Zwei Mannschaften treten mit je fünf Spielern gegeneinander an. Ziel ist es, wie beim Fußball sehender Spieler, den Ball ins gegnerische Tor zu schießen. Bei internationalen Männerspielen sind die Spieler auf dem Feld blind im Sinne der höchsten Klassifizierungsstufe B1. In der deutschen Blindenfußball-Bundesliga sowie im internationalen Frauenbereich sind auch die Stufen B2 und B3 zulässig. Augenklappenbinden und Augenpflaster gleichen unterschiedliche Sehreste unter den Spielern aus. Die Torhüter dürfen als einzige Spieler über eine uneingeschränkte Sehfähigkeit verfügen. Sie und die mannschaftseigenen Guides, die jeweils hinter dem gegnerischen Tor positioniert sind, sowie die Trainer an den Banden dirigieren mit Zurufen ihre Spieler. Der Ball ist im Inneren mit Rasseln versehen und dadurch zu hören. Die Spieler untereinander orientieren und warnen sich international mit dem Ausruf Voy! (spanisch voy [βoj], deutsch ‚ich komme‘).
Als Pionierland gilt Brasilien. Dort und im übrigen Südamerika sowie in England und Spanien wird seit den 1960er Jahren organisiert gespielt. Die erste Weltmeisterschaft wurde 1998 durchgeführt, seit 2004 ist sie Disziplin bei den Paralympischen Spielen. Seit Sommer 2006 wird Blindenfußball in Deutschland gespielt und trainiert. In Österreich wird diese Sportart seit Oktober 2009 angeboten – bis heute existiert aber nur eine einzige österreichische Mannschaft in Wien. Die bis heute erfolgreichste Nationalmannschaft ist die brasilianische Mannschaft.

## Regeln

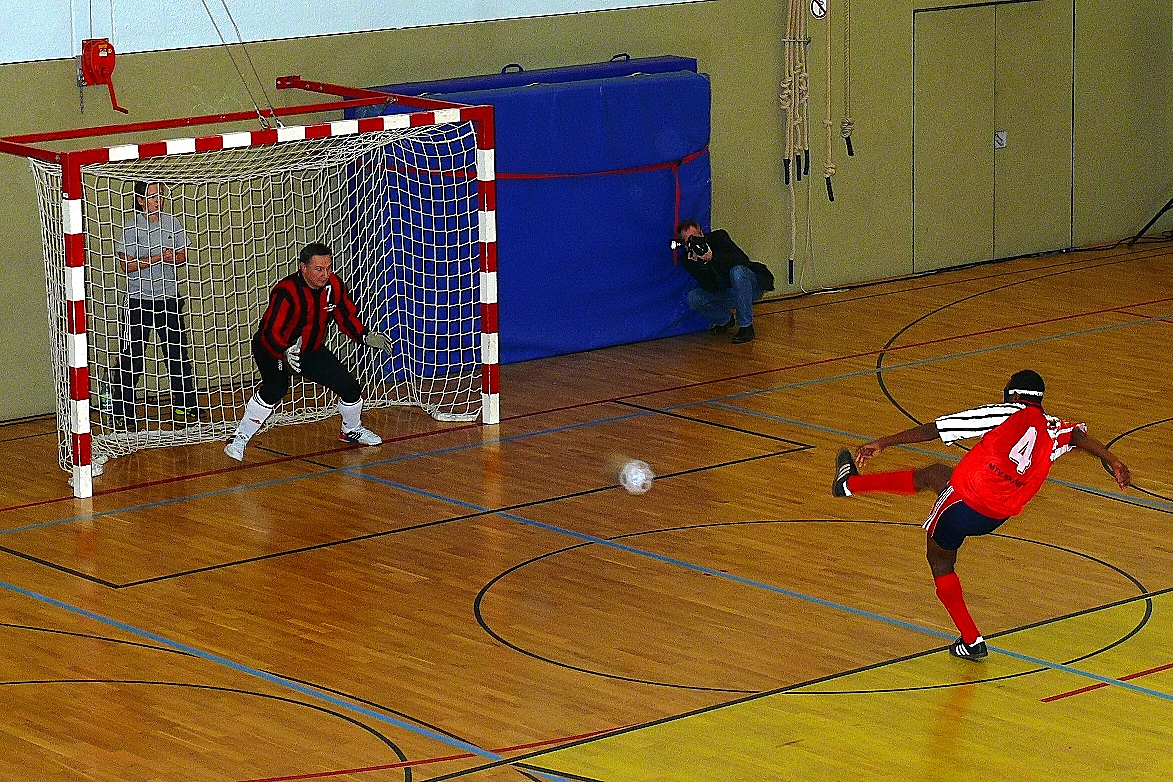
Strafstoß zum 1:0 im Spiel Stuttgart gegen Berlin am 15. Dezember 2007 in Marburg

Gespielt wird auf einem etwa 20 × 40 Meter großen rechteckigen Feld, dessen Längsseiten von stabilen Seitenbanden begrenzt werden. Eine glatte Vorderfront dieser Banden ohne ins Feld ragende Füße ist wesentlich, da die Spieler über Bande spielen und sich während des Spiels an ihr entlangtasten. Blindenfußball wird international vielfach in der Halle, daher auch der Begriff Blind Futsal, gespielt, ist unter entsprechenden Bedingungen (ruhige Lage der Spielstätte) jedoch auch im Freien spielbar. Kunstrasen oder natürlicher Rasen bilden den Untergrund.
Laut dem Regelwerk für den Blindenfußball, das von der Dachorganisation für Blindensport in Europa, der International Blind Sports Federation (IBSA), in Anlehnung an das Futsal-Regelwerk der FIFA entwickelt wurde, sind im Wettkampfgeschehen folgende Regeln bindend:
- Das Feld ist 38 bis 42 Meter lang und 18 bis 22 Meter breit. In der Mitte der Spielfläche befindet sich ein Kreis von 6 Meter Durchmesser. Eine mittig durch den Kreis gezogene Linie teilt das Feld in zwei Hälften. Das Tor ist 3,66 Meter breit und 2,14 Meter hoch, der Bereich, in dem der Torhüter agieren darf ist 5,66 × 2 Meter groß. Der Strafraum hat die gleichen Maße wie der Kreis vor einem Handballtor, seine Grenze ist also 6 Meter vom Tor entfernt. Strafstöße werden von einem Punkt auf jener Strafraumlinie, also sechs Meter vom Zentrum des Tors entfernt, ausgeführt.
- In 8 Meter Entfernung vom Zentrum des Tores befindet sich ein weiterer Punkt auf dem Feld, von dem aus spezielle Strafstöße vorgenommen werden. Diese werden ausgeführt, wenn ein Team das fünfte Team-Foul in einer Halbzeit begeht, unabhängig vom Ort des Fouls. Jedes weitere Team-Foul wird ebenfalls mit einem sogenannten Double-Penalty bestraft.
- Es werden zwei Halbzeiten von je 15 Minuten Länge netto gespielt. Das bedeutet, sobald der Ball das Spielfeld verlässt, ein Tor fällt, ein Freistoß oder ein Timeout gepfiffen werden wird die Zeit gestoppt.
- Der Ball besteht aus Leder oder Synthetik, hat einen Umfang von 62 cm und ein Gewicht von 510–540 Gramm. Er ist damit kleiner und schwerer als der FIFA-Fußball. Im Inneren ist er mit mehreren lauten Rasseln versehen.
- Erforderlich ist eine Beschallungsanlage in der Nähe des Zeitnehmers, um Time-outs verbal mitzuteilen und das Publikum um Ruhe zu bitten.
- Im Blindenfußball gibt es keine Abseitsregel.
- Ein Spieler, der sich dem ballführenden Spieler nähert, muss ab einer Entfernung von 3 Metern klar und vernehmlich voy rufen; das Unterlassen wird als Foul betrachtet und mit einem Freistoß geahndet.[4]

## Charakteristik des Spiels
Das Spiel blinder Spieler funktioniert durch gutes Gehör (daher können Hörsehbehinderte nicht teilnehmen), Orientierungssinn, Körperbeherrschung und den engen Kontakt zum hörbaren Ball. Durch eine spezielle Dribbeltechnik, die die meisten Spieler ausführen, bleiben Ball und Füße bis zur Abgabe in Berührung. Die Torhüter, Trainer und ein hinter jedem Tor postierter Guide erleichtern mit Zurufen die Orientierung. Im Fall eines Strafstoßes oder eines Freistoßes in der offensiven Zone, klopft der Guide vor der Ausführung links und rechts an die Pfosten, um die Orientierung des Schützen zu erleichtern.

## Geschichte
In mehreren Ländern wird seit den 1960er-Jahren Blindenfußball gespielt, jeweils nach lokalen Regeln. So wurden verschiedene Bälle und Spielfelder verwendet. Blindenfußball trat 1996 der IBSA bei, und damit begann auch die Harmonisierung der Regeln. Die ersten IBSA-Europameisterschaften der Herren in Barcelona und 1997 die ersten amerikanischen Meisterschaften Asunción wurden ausgetragen.
Seither finden im Zweijahresrhythmus kontinentale Meisterschaften und alle vier Jahre wird eine Weltmeisterschaft ausgetragen.
1998 wurde die erste WM der Herren (Kategorie B1) in Campinas, Brasilien, ausgetragen. Die Heimmannschaft gewann vor Argentinien. Brasilien ist es mit Stand 2018 auch, welches alle Weltmeisterschaften gewinnen konnte, mit Ausnahme von 2002 und 2006, wo der Titel an Argentinien ging. Hinter Brasilien und Argentinien am meisten Erfolge holen konnten Spanien (zwei Mal Vizemeister, drei Mal Dritter) und China (zwei Mal Dritter). Bei den Frauen gewann Japan 2017 die bis dahin einzige WM.
Bei den Paralympischen Spielen in Athen wurde Blindenfußball als Football 5-a-side als Demonstrationssportart in den Kanon der olympischen Disziplinen aufgenommen. Entsandt wurden Nationalmannschaften aus Argentinien, Brasilien, Frankreich, Griechenland, Südkorea, Russland und Spanien. Mittlerweile wird Blindenfußball in über 40 Ländern ausgeübt. Die Verantwortung für die internationale Entwicklung und Organisation des Blindenfußballs liegt in den Händen der International Blind Sports Federation (IBSA).
Mit Unterstützung der UEFA realisiert die IBSA im Rahmen ihres Futsal-Entwicklungsprogramms für Blinde europaweit Blindenfußball-Seminare für Trainer und Schiedsrichter der UEFA-Landesverbände.
Im Sommer 2008 fanden in der chinesischen Hauptstadt Peking die zweiten Paralympics statt, bei denen Blindenfußball gespielt wurde. Vom 7. bis zum 17. September trugen dort die Nationalmannschaften aus Spanien, England, China, Südkorea, Brasilien und Argentinien das Fußballturnier für Menschen mit Sehbehinderung aus. Nach einer Runde jeder gegen jeden, wobei alle zwei Tage gespielt wurde, fanden am Ende zusätzlich Platzierungsspiele um den 1., 3. und 5. Platz statt. Mit einem 2:1-Erfolg gegen China gewann Brasilien die Goldmedaille: China ging kurz vor der Pause in Führung, Brasilien glich aus und verwandelte in der Schlussminute einen Achtmeterstrafstoß zum Siegtreffer. Im Spiel um die Bronzemedaille stand es nach Ablauf der Spielzeit 1:1 zwischen Argentinien und Spanien: das Sechsmeterschießen endete 1:0. Auch im Spiel um den 5. Platz gab es ein 1:0 im Sechsmeterschießen nach einem 1:1 in der regulären Spielzeit: Großbritannien gewann damit gegen Südkorea.
Die folgende Europameisterschaft wurde im Juni 2009 in Nantes/Frankreich ausgetragen. Erstmals löste Frankreich die Spanier als Europameister ab, die hinter England auf dem dritten Platz landeten.
Die nächste Europameisterschaft fand 2011 im türkischen Aksaray statt. Hier belegte die deutsche Mannschaft den achten und damit letzten Platz im Turnier, während Frankreich vor Spanien und England wieder Europameister wurde.
Im August 2010 fanden die vierten Weltmeisterschaften im Blindenfußball in Hereford/England statt. Zehn Teams kämpften in zwei Gruppen um die Schale. Brasilien bezwang im Finale die Spanier mit 2:0 und wurde zum dritten Mal Weltmeister im Blindenfußball. Platz drei ging an China. Der Gastgeber England fand sich am Ende auf dem vierten Rang wieder. Europameister Frankreich landete auf Platz 5, während sich Exweltmeister Argentinien auf einem enttäuschenden Rang sieben hinter Kolumbien und vor Griechenland und Südkorea einreihte.
Ausgetragen wurden die 4. World-Games der IBSA 2011 in Antalya/Türkei. Zusammen mit England, Thailand und China kämpften die DBS-Sportler um den Einzug ins Halbfinale.
Durch einen Sieg über Thailand (5:0), ein Unentschieden über China (1:1) und einer Niederlage über England (1:4) hatten sie aber nicht genügend Punkte, um Gruppenzweiter zu werden. Im Spiel um Platz fünf besiegten die Deutschen erneut die Türkei (2:1). In der zweiten Gruppe schafften es der Iran und der Europameister von 2009, Frankreich, ins Halbfinale. Der Iran sicherte sich die Trophy der 4. IBSA Worldgames. Platz 2 ging an Frankreich, Bronze sicherte sich China.
Bei der EM 2013, die im italienischen Loano ausgetragen wurde, setzte sich Deutschland als Gruppensieger durch und zog ins Halbfinale ein. Der spätere Europameister Spanien gewann das Halbfinale gegen Deutschland 2:0 und im Spiel um Platz drei gewann die Türkei im Sechsmeterschießen gegen Deutschland. Dennoch qualifizierte sich Deutschland zum ersten Mal für die Weltmeisterschaft.
Im August 2017 fand die Europameisterschaft in Deutschland statt. Der Behinderten-Sportverband Berlin richtete zusammen mit dem Deutschen Behindertensportverband die IBSA-Blindenfußball-Europameisterschaft aus. Europameister Russland qualifizierte sich zusammen mit Frankreich und England über das Halbfinale zur WM 2018. Da WM-Gastgeber Spanien ebenfalls das Halbfinale erreichte, war auch der 5. Platz mit einer WM-Qualifikation verbunden. Das betreffende Spiel um Platz 5 verlor das deutsche Team gegen die Türkei aber mit 1:2 nach Sechsmeterschießen.
Bei der Europameisterschaft 2019 in Rom konnte Spanien den achten EM-Titel holen. Deutschland landete auf Platz 7 und verpasste somit erneut die Qualifikation für die Paralympischen Spiele.
Im Juni 2022 fand im italienischen Pescara erstmals eine Europameisterschaft für Frauen statt. Das deutsche Team, größtenteils bestehend aus dem neu gegründeten Frauenteam des FC St. Pauli, konnte sich in beiden Spielen gegen den einzigen Gegner England mit je 4:0 durchsetzen und den ersten offiziellen internationalen Titel nach Deutschland holen. Bei der anschließenden Männer-EM konnte Deutschland ins Halbfinale einziehen, verlor dieses dann gegen Frankreich im Sechsmeterschießen. Das anschließende Spiel um Platz drei wurde ebenfalls im Sechsmeterschießen gegen England verloren. Frankreich holte den Titel, Zweiter wurde die Türkei.
Im Rahmen der IBSA World Games 2023, der sechsten Auflage der IBSA-Weltmeisterschaften, fand erstmals eine Weltmeisterschaft der Frauen im Blindenfußball statt.

## Blindenfußball in einzelnen Ländern

### Deutschland

Logo der Blindenfußball-Bundesliga

Mit dem ersten Internationalen Blindenfußballturnier am 26. und 27. Mai 2006 in Berlin begann die Geschichte des Blindenfußballs in Deutschland. Hier gab es bisher keinen organisierten, vereinsangebundenen Blindenfußball wie etwa in Südamerika, England oder Spanien. Um dies zu ändern, haben Vertreter des Sozialverbands Deutschland (SoVD), des Deutschen Blinden- und Sehbehindertenverbandes (DBSV) in Zusammenarbeit mit dem Behinderten-Sportverband Berlin (BSB) und der Hartl + Tank GbR Ideen für eine Etablierung des Blindenfußballs in Deutschland entwickelt und die Austragung eines ersten repräsentativen, internationalen Turniers in Berlin, den International Blind Challenge Cup (IBCC) organisiert. Dieser fand im Mai 2006 statt. Zu Gast waren Brasilien (Gold bei den Paralympics 2004 in Athen) und die drei besten Mannschaften der Europameisterschaften 2005 in Málaga/Spanien: Spanien, Frankreich, England. Die Teams spielten um den 1. Berliner IBCC-Pokal, der als ausgewiesener Wanderpokal symbolisch für die zukünftige Fortführung von Blindenfußballturnieren in Deutschland steht. In einem Endspiel der punktbesten Mannschaften des Turniers, Brasilien (sechs Tore) und Spanien (vier Tore), gewann Spanien mit 1:0. Frankreich landete auf dem dritten Platz. Der IBCC stand unter der Aufsicht von vier lizenzierten Schiedsrichtern der IBSA aus England, Frankreich, Griechenland und Spanien.
Nach diesem offiziellen Kick-Off in Berlin gründeten sich bis heute (Dez. 2009) an mittlerweile 12 Trainingsstandorten eigene Fußball-Teams. Nach und nach nahmen blinde Sportler in Tübingen, Mainz, Stuttgart, Würzburg, Dortmund, Essen, Berlin, Chemnitz, Marburg und in Hamburg ein regelmäßiges Training auf. Bereits im März 2007 fand in Tübingen das erste deutsche Hallenblindenfußball-Turnier statt, an dem sechs Teams (Mainz, Tübingen, Würzburg, Dortmund, Marburg, Hamburg) sich erstmals maßen. Die Kicker aus Dortmund besiegten im Finale die Gastgebermannschaft Tübingen und errangen den Turniersieg. Den bronzenen Pokal sicherte sich das Team aus Mainz. Die Plätze vier bis sechs gingen an Marburg, Hamburg und Würzburg.
Den ersten richtig großen Vergleich im deutschen Blindenfußball gab es am 26. Mai 2007 in Neumünster. Genau ein Jahr nach dem offiziellen Startschuss im Blindenfußball trafen alle bisher trainierenden Mannschaften Deutschlands im Rahmen des sogenannten Licht-Kick-Turniers in Schleswig-Holstein aufeinander. Besonderheit hierbei war, dass erstmals ein Turnier unter freiem Himmel ausgespielt wurde. Es handelte sich schon um eine gewisse Meisterschaft im Blindenfußball, die das Team aus Marburg erst im 6-Meter-Schießen gegen die Mainzer Karnevalskicker gewann. Der dritte Platz ging an das Team aus Stuttgart. Die übrigen Plätze gingen in der Reihenfolge an Dortmund, Essen, Hamburg, Würzburg, Chemnitz und Berlin.
Im Dezember 2007 gewann Stuttgart das letzte Turnier im Jahr 2007 in Marburg durch einen Sieg gegen die Gastgeber. Die Plätze drei bis 7 gingen an die Teams aus Dortmund, an die Spielgemeinschaft Essen-Berlin, Guide-Dogs Mainz, Chemnitz und das Sportteam Würzburg.
Seit Juni 2007 engagiert sich auch der Deutsche Behindertensportverband (DBS) aktiv im Blindenfußball. Deutschland bzw. der DBS möchte auch in dieser paralympischen Sportart eine Nationalmannschaft zu Wettbewerben aussenden. Nach einer offiziellen Stellenausschreibung wurden zwei professionelle Trainer gefunden, die mit der Bildung einer Nationalmannschaft beauftragt wurden. Ulrich Pfisterer (Cheftrainer) und Peter Schreiner (Teammanager) sind die Trainer dieser neuen Mannschaft, die im Blindenfußball international Deutschland vertreten wird.
Bei ihrer ersten großen Aufgabe, die 5. IBSA-Europameisterschaft im Blindenfußball in Athen (Ende Sept. 2007), mussten sich die deutschen Kicker aber mit dem siebten und letzten Platz zufriedengeben. Ihre drei Gruppenspiele verlor die deutsche Mannschaft mit 1:3 gegen die Türkei, 0:3 gegen Griechenland und 0:7 gegen Frankreich. Erstes und bisher einziges Tor für Deutschland schoss der Tübinger Stürmer Alexander Fangmann. Ende des Jahres 2007 zog sich der Teammanager Schreiner aus dem Blindenfußball zurück, wodurch die Geschicke der Nationalmannschaft allein in den Händen von Ulrich Pfisterer liegen.
Im März 2008 startete die vom DBS, DBSV und der Sepp-Herberger-Stiftung gegründete Blindenfußball-Bundesliga in die erste Saison. An drei Spieltagen wurde aus den teilnehmenden acht Mannschaften der Deutsche Blindenfußballmeister 2008 ermittelt. Als erstes Team in der Geschichte des Blindenfußballs sicherte sich die SSG Blista aus Marburg diesen Titel. Mit 15 Punkten aus sieben Spielen führten die Marburger vor Stuttgart, Dortmund, Essen und Mainz die Tabelle an. Auf den Plätzen 6–8 fanden sich am Ende die Teams SG Würzburg-Berlin, Chemnitz und der FC St. Pauli wieder. Austragungsorte waren neben Stuttgart und Dortmund auch die Hauptstadt Berlin.
Durch die Liga und das gestiegene Medieninteresse können sich immer mehr blinde Sportler für den Blindenfußball begeistern. Dieses hat zur Folge, dass die Anzahl der trainierenden Teams weiter zunimmt. Zahlreiche Workshops initiiert vom DBS und DBSV tragen hier ihren Teil dazu bei.
So gründeten sich im Laufe des Jahres die Teams in Gelsenkirchen und in Köln, wodurch zum einen in Nordrhein-Westfalen mittlerweile vier Blindenfußballmannschaften ansässig sind und zum anderen die Gesamtzahl der Teams auf elf angestiegen ist (Stand Okt. 2008). Im Einzelnen wird derzeit in Marburg, Essen, Köln, Dortmund, Mainz, Gelsenkirchen, Stuttgart, Berlin, Tübingen, Chemnitz, Hannover, Braunschweig, Oldenburg, Herzlake, Würzburg und Hamburg trainiert.
Geplant ist die Schaffung von Spielstätten in Nürnberg, Ilvesheim und Bremen.
Im Oktober 2008 kam der Blindenfußball erstmals für ein großes Event nach Hamburg. Das Hallenmasters Keep your mind wide open wurde am 18. und 19. Oktober in der Sporthalle an der Budapester Straße auf St. Pauli ausgetragen. Teilnehmende Teams waren neben dem FC St. Pauli die Teams MTV Stuttgart, Guide-Dogs Mainz, Berlin, SSG Blista Marburg und erstmals das Team aus Köln. Der MTV Stuttgart entschied das Turnier durch einen 5:1-Sieg im Finale gegen den amtierenden deutschen Meister SSG Blista Marburg für sich. Auf den weiteren Plätzen landeten die Teams aus Mainz, St. Pauli, Berlin und Köln. Das Masters wird zukünftig jedes Jahr in Hamburg ausgetragen.
Die Blindenfußball-Bundesliga wurde auch 2009 fortgesetzt, sogar mit einem Team mehr als im Vorjahr. Das Team des PSV Köln erschien auf der Ligabühne und sicherte sich am Ende den Vizemeistertitel. Vorjahresmeister Marburg musste sich mit Platz 4 zufriedengeben. Den Meistertitel holte sich mit 22 Punkten aus acht Spielen der MTV Stuttgart. Das Team des Franz Sales Hauses aus Essen musste seine Teilnahme an der Liga absagen, jedoch wurden sie durch den zweiten Neuling VfB Gelsenkirchen ersetzt.
Im September 2009 wurden die Hallenmasters in Hamburg zum zweiten Mal durchgeführt. Vorjahressieger Stuttgart verpasste diesmal jedoch den Einzug ins Finale, sicherte sich aber den dritten Platz. Erstmals nahm der ISC Dortmund teil, der 2009 im Finale gegen den PSV Köln den Pokal holte. Der Vorjahreszweite Marburg landete 2009 auf dem vierten Platz. Der LFC Berlin erreichte Platz fünf. Gastgeber St. Pauli wurde Letzter.

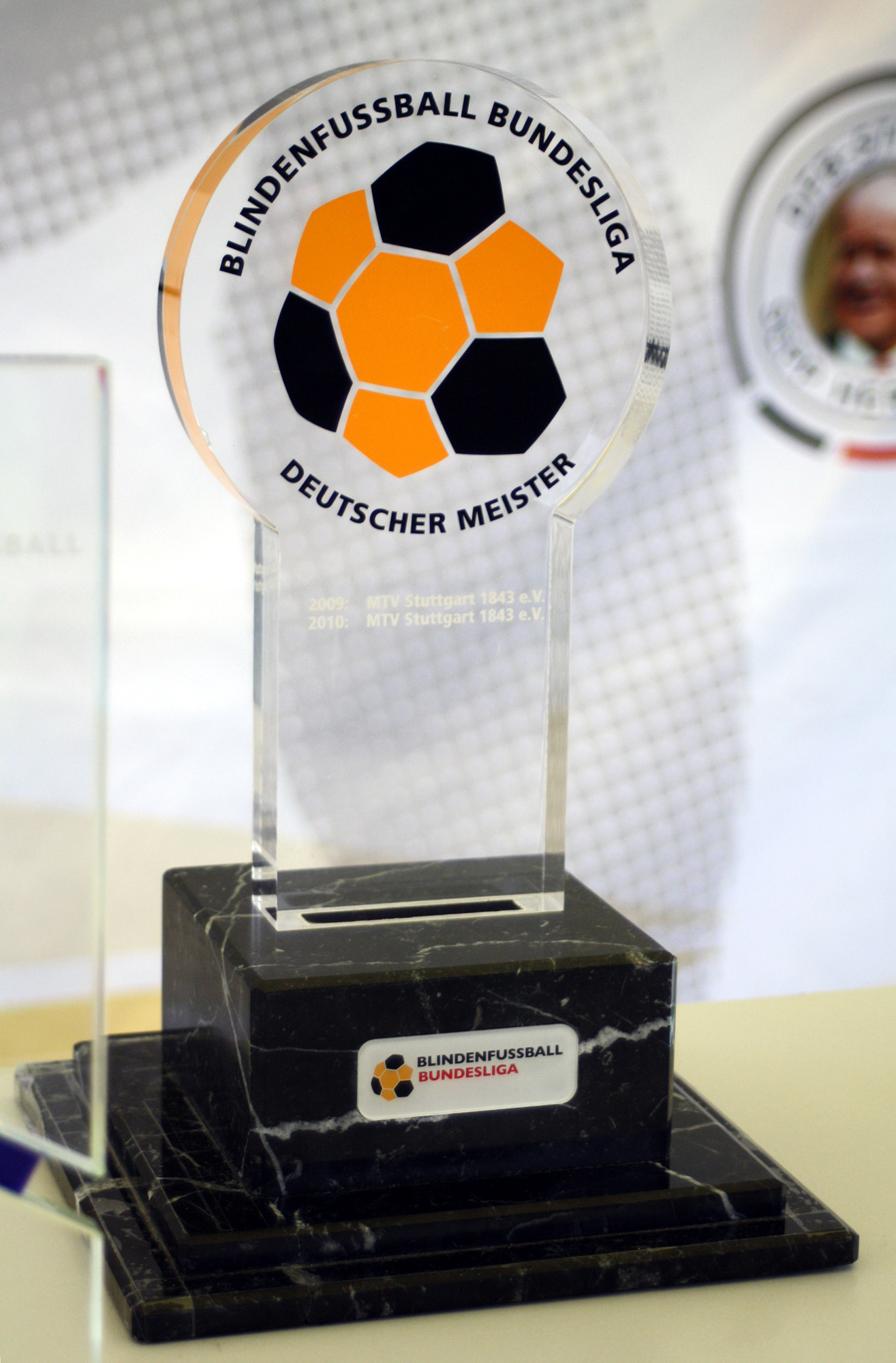
Der Pokal der Blindenfußball-Bundesliga

Im Dezember 2009 überraschte der Liganeuling PSV Köln mit einem weiteren Hallenturnier. Erstmals fanden die Nikolaus-Masters in der Domstadt statt. Fünf Teams (Stuttgart, St. Pauli, Marburg, Saarbrücken und Köln) spielten den Titel aus. Siegreiches Team war der MTV Stuttgart, welcher im Finalspiel die SSG Marburg im Sechs-Meter-Schießen bezwang. Neuling Saarbrücken feierte bei diesem Turnier seine Premiere, gewann ihr erstes Spiel und landete am Ende auf Platz 5 der Turniertabelle. Auch dieses Turnier soll zu einer regelmäßigen Veranstaltung im Winterhalbjahr im Blindenfußball werden.
2010 ging die Blindenfußball-Bundesliga in ihre dritte Auflage. Natürlich sind viele der Urteams mit von der Partie und es gibt auch Neuerungen zu vermelden. Erstmals traten die Teams der SG Würzburg-Berlin in der Saison eigenständig an. Weitergehend trat eine neue Spielgemeinschaft aus Parkett. Die SG Saar 05 Saarbrücken-Eintracht Braunschweig wollte sich erstmals im Größenvergleich messen. Gleichzeitig hat die Liga aber auch Absagen zu verbuchen. Aus privaten Gründen und beruflichen Verpflichtungen mussten die Guide-Dogs BSG Mainz und der Vizemeister 2009, der PSV Köln die Teilnahme absagen. Die Liga startete am 13. März in Barsinghausen bei Hannover, wurde in Würzburg und Marburg fortgesetzt und fand am Finalspieltag in Hamburg seinen Meister 2010.
Ungeschlagen wurde der MTV Stuttgart Deutscher Meister 2010. Die Silbermedaille ging an den ISC-Dortmund, Bronze sicherte sich erstmals der LFC Berlin. Die SSG Marburg (Meister 2008) fand sich auf Platz 4 wieder.
Am Tag des Blindenfußballs begrüßte das deutsche Nationalteam im Mai 2010 die türkische Mannschaft auf dem Pariser Platz vorm Brandenburger Tor in Berlin zum ersten Heimländerspiel. Am Ende gewann Deutschland die Begegnung vor großem Publikum mit 3:2.
Im Folgejahr fanden erstmals die Stuttgart-Open im Blindenfußball statt. Der MTV Stuttgart lud im März ein Team aus England (aus Herefort), die griech. Mannschaft aus Thessaloniki, ein tschechisches Team aus Brno und die deutschen Teams aus Braunschweig und Gelsenkirchen ein. Siegreich war der MTV Stuttgart, der im Finale die Engländer bezwang.
Auch 2011 startete die Ligasaison. Diesmal mit Spieltagen in Köln, Mannheim, Chemnitz und Hannover. Der MTV Stuttgart wurde zum dritten Mal in Folge deutscher Meister. Der Meister aus 2008 (Marburg) platzierte sich auf dem zweiten Rang. Die Bronzemedaille ging wie auch 2010 an den LFC Berlin. Insgesamt nahmen neun Mannschaften an der Ligasaison teil (PSV Köln, SG Mainz-Würzburg, St. Pauli, VfB Gelsenkirchen, Eintracht Braunschweig und Chemnitzer FC).
Im Sommer 2018 gewann mit Serdal Çelebi vom FC St. Pauli zum ersten Mal ein blinder Spieler die Abstimmung über das Tor des Monats; ausgezeichnet wurde sein Treffer im Endspiel um die Deutsche Meisterschaft.

### Österreich
In Österreich wird Blindenfußball seit 2009 vom Österreichischen Behindertensportverband angeboten. Es hat allerdings bis 2016 gedauert, dass ein regelmäßiger Spielbetrieb etabliert werden konnte. Derzeit gibt es in Österreich eine Mannschaft, welche seit 2018 unter dem Namen ÖBSV Vienna bei internationalen Turnieren antritt. Obwohl die Auswahl Spieler aus ganz Österreich hat, findet das Training derzeit nur in Wien statt. Der größte Erfolg der Österreichischen Auswahl bislang ist ein Turniersieg beim internationalen Turnier in Sant’Elpidio a Mare, wo man sich gegen die Mannschaften von Schalke 04, AS Rom und Cécifoot Charleroi durchsetzen konnte, um den Turniersieg zu holen. Außerdem hat Österreich mit der Spielerin Bettina Sulyok den ersten weiblichen Kapitän einer Blindenfußballmannschaft in der Geschichte der IBSA gestellt. Der Frauensport hat sich in Österreich seither weiterentwickelt – Im September 2020 gründete Österreich die erste europäische Frauenmannschaft im Blindenfußball.

## Paralympics
Seit 2004 ist der 5er-Fußball im paralympischen Programm. Brasilien hat die ersten fünf Turniere gewonnen. 2024 verloren die Brasilianer ihr Halbfinale gegen Argentinien im Elfmeterschießen, sicherten sich aber noch die Bronzemedaille.
| Jahr | Gastgeber                       | Paralympics | Paralympics         | Paralympics |
| Jahr | Gastgeber                       | 1. Platz    | 2. Platz            | 3. Platz    |
| ---- | ------------------------------- | ----------- | ------------------- | ----------- |
| 2004 | Athen (Griechenland)            | Brasilien   | Argentinien         | Spanien     |
| 2008 | Peking (China)                  | Brasilien   | Volksrepublik China | Argentinien |
| 2012 | London (Vereinigtes Königreich) | Brasilien   | Frankreich          | Spanien     |
| 2016 | Rio de Janeiro (Brasilien)      | Brasilien   | Iran                | Argentinien |
| 2020 | Tokio (Japan)                   | Brasilien   | Argentinien         | Marokko     |
| 2024 | Paris (Frankreich)              | Frankreich  | Argentinien         | Brasilien   |

| # | Land                | Gold | Silber | Bronze |
| - | ------------------- | ---- | ------ | ------ |
| 1 | Brasilien           | 5    | 0      | 1      |
| 2 | Argentinien         | 0    | 3      | 2      |
| 3 | Frankreich          | 1    | 1      | 0      |
| 4 | Volksrepublik China | 0    | 1      | 0      |
|   | Iran                | 0    | 1      | 0      |
| 6 | Spanien             | 0    | 0      | 2      |
| 7 | Marokko             | 0    | 0      | 1      |